# Cantonul Bagnères-de-Luchon
Cantonul Bagnères-de-Luchon este un canton din arondismentul Saint-Gaudens, departamentul Haute-Garonne, regiunea Midi-Pyrénées, Franța.

## Comune
- Antignac
- Artigue
- Bagnères-de-Luchon (reședință)
- Benque-Dessous-et-Dessus
- Billière
- Bourg-d'Oueil
- Castillon-de-Larboust
- Cathervielle
- Caubous
- Cazaril-Laspènes
- Cazeaux-de-Larboust
- Cier-de-Luchon
- Cirès
- Garin
- Gouaux-de-Larboust
- Gouaux-de-Luchon
- Jurvielle
- Juzet-de-Luchon
- Mayrègne
- Montauban-de-Luchon
- Moustajon
- Oô
- Portet-de-Luchon
- Poubeau
- Saccourvielle
- Saint-Aventin
- Saint-Mamet
- Saint-Paul-d'Oueil
- Salles-et-Pratviel
- Sode
- Trébons-de-Luchon